# ミカボ
ミカボは、吉本興業に所属する日本のお笑いコンビ。神保町よしもと漫才劇場など東京を中心に活動中。

## メンバー
山田 裕磨（やまだ ゆうま、1994年12月13日（30歳） - ）ツッコミ担当、立ち位置は向かって右。
- 身長173cm、体重65kg。血液型A型。NSC東京校19期出身。
- 群馬県藤岡市出身
- 趣味はプロ野球観戦、散歩、料理
- 特技は細かすぎて伝わらないモノマネ

土屋 翼（つちや つばさ、1995年5月7日（30歳） - ）ボケ担当、立ち位置は向かって左。
- 身長177cm、体重76kg。血液型B型。NSC東京校20期出身。
- 千葉県千葉市出身。
- 2025年よりメガネを着用
- 趣味はオンラインゲーム(フォートナイト)、粘土細工

## 出囃子
aiko/「ストロー」